# Marduk-apla-usur
Marduk-apla-uṣur (dAMAR.UTU-A-ŠE[Š], o mdŠID-A-[x]),, que quiere decir “Oh Marduk, protege al heredero”, (c. 780 – 769 a. C.), fue un jefe tribal caldeo que gobernó como rey de Babilonia, después de Marduk-bel-zeri. Es conocido, solo por tres inscripciones, y gobernó durante un período de caos.: 215 

## Biografía
Su contemporáneo asirio fue, probablemente, Salmanasar IV (783 - 773 a. C.) y/o Ashur-dan III (773 - 755 a. C.). Éste es conocido por haber hecho campaña en el norte de Babilonia en tres ocasiones: 771 a. C. (contra Gannanāti), 770 a. C. (contra Marad), y 767 a. C. (contra Gannanāti de nuevo). En el vacío creado por la devastación, los caldeos fueron capaces de alzarse con el poder, y él parece haber sido el primer miembro de un grupo tribal en tener pretensiones al trono de Babilonia. Su lugar en la secuencia de reyes es conocida por un fragmento de la Lista sincrónica de reyes. Se desconocen su afiliación y la duración de su reinado, pero la Crónica dinástica registra que “la dinastía de Caldea se terminó. Su reino fue transferido al País del Mar,”, y su sucesor fue Eriba-Marduk, la figura ancestral arquetípica de los monarcas caldeos posteriores.
Se le menciona en un texto fragmentario neo-babilónico de Uruk ("Los crímenes y sacrilegios de Nabu-shuma-ishkun") que, desgraciadamente no aporta luz sobre esta época, fuera de la observación de que “se impusieron el trabajo forzado y la prestación personal.”